# Обожение
Обо́жение, или тео́зис (др.-греч. θέωσις от θεός «бог») — христианское учение о соединении человека с Богом, приобщении тварного человека к нетварной божественной жизни через действие божественной благодати.
Коротко смысл обожения выражен в высказывании Афанасия Великого: «Бог вочеловечился, чтобы человек обожился» — что обозначает потенциальную возможность для каждого человека, ещё при жизни, обрести спасение в духовном единстве с Богом.

### Происхождение
В тексте Нового Завета данный термин отсутствует. Однако в нём присутствуют определённые указания:

да будут все едино, как Ты, Отче, во Мне, и Я в Тебе, [так] и они да будут в Нас едино.
— Ин. 17:21
И ещё конкретней:

дарованы нам великие и драгоценные обетования, дабы вы через них соделались причастниками Божеского естества, удалившись от господствующего в мире растления похотью
— 2Пет. 1:4
Кто и где употребил первым термин «обожение», точно не известно. Встречается в IV веке в одном из писем Григория Богослова Василию Великому. Некоторые исследователи называют формулу Афанасия Великого (Отца Церкви IV века) «Бог вочеловечился, чтобы человек обожился» классической, и, в сущности, только более чёткой формулировкой мысли, принадлежащей уже Иринею Лионскому (II век).
Обожение есть непрестанное действие, устремление человека к Богу, нравственное уподобление Ему:

Будьте святы, потому что Я свят.
— 1Пет. 1:16
По мере обожения, преображения его природы, человеку даются плоды Святого Духа:

Плод же духа: любовь, радость, мир, долготерпение, благость, милосердие, вера, кротость, воздержание.
— Гал. 5:22-24
Возвращаются все свойства Адама до грехопадения: Богообщение, повелевание всей тварью и другие.
Григорий Богослов указывает, что человек при избавлении от греха становится видимым Богом:
«Человек (1 Тим. 2, 5), чтоб Невместимый иначе для телесного, по причине необъемлимости естества, не только сделался вместимым через тело; но и освятил Собой человека, сделавшись как бы закваской для целого смешения, всего человека освободил от осуждения, соединив с Собой осужденное, став за всех всем, что составляет нас, кроме греха, — телом, душою, умом, — всем, что проникла смерть. А общее из всего этого есть человек, по умосозерцаемому видимый Бог».

### В православии
Путь к обожению лежит через мистический опыт, молитву, восхождение ума к Богу, через предстояние Богу в молитвенном созерцании.
Термин, сформировавшийся в православии, характеризирующий конечную цель христианской жизни.
Цель которая не заканчивается с телесной жизнью, но ведёт к пребыванию с Богом в вечной жизни.
В таинстве крещения в человека Богом всевается зерно новой человеческой природы и, питаемое благодатью таинства евхаристии и другими, нравственным совершенствованием христианина, взращивается изменяя человека.

И ещё сказал: чему уподоблю Царство Божие? Подобно оно закваске, которую взяла женщина и положила в три меры муки, доколе не вскисло всё.
— Лук. 13:20-21
На простой вопрос апостолов: «так кто же может спастись?» Иисус Христос ответил просто: «человекам это невозможно, Богу же всё возможно», открывая ученикам совершаемый Им тропос. Поэтому когда «Иисус, зная, что уже все совершилось, да сбудется Писание, говорит: жажду», «совершилось» означает что человеческая природа Иисуса Христа уже освятила обитаемую землю и станет «новой тварью», соединится с Божественной природой по смыслу Ипостаси, Христос спасён, Богочеловек воскреснет — «да сбудется Писание». Как получилось что Иисус Христос воскрес, что сделал Господь со Своей человеческой природой в мире и как совершилось её обожение — спасение Богом (чему свидетельством стало воскресение) — это делание относится не к служению и преданию, а к практике (деланию) обожения святых отцов, совершавших себе спасение обожением своей человеческой природы — своего тела.
Богослужения исполняют заповедь Иисуса Христа: «Сие творите в Моё воспоминание» поэтому практика служения имеет Божественный смысл только в совершении этой заповеди причастием Телу Иисуса Христа и содействующих ему таинств, а практика (делание) обожения себя человека совершает Промысел Домостроительства царствия Бога, точно так же как Иисус Христос обожил и спас Свою человеческую природу — Тело Свое. Обожение не совершается в богослужениях, поэтому святые не ограничивались богослужениями, а изыскивали способы новотворения себя, и как свидетельствуют «жития» — оставляли богослужения и уходили подальше, если что-то мешало практике обожения — деланию спасению человека.

### В католицизме
Концепция Обожения сложилась в Католической Церкви начиная со времён патристики, так что о нём говорит уже Святой Августин. Фома Аквинский в своей Summa Theologiae описывает полное Обожение как дверь блаженства и истинное предназначение человеческой жизни. Согласно Катехизису Католической Церкви (§ 460):
Слово стало плотью, чтобы сделать нас «причастниками Божеского естества» (2 Петр 1,4): «Ибо такова причина, по которой Слово стало плотию и Сын Божий Сыном Человеческим: это было для того, чтобы человек, вступив в общение со Словом и приобретя таким образом Божественное сыновство, стал сыном Божиим». «Ибо Сын Божий вочеловечился, чтобы нас сделать Богом». «Сын Божий Единородный, желая, чтобы мы участвовали в Его Божественном естестве, принял наше естество, чтобы, вочеловечившись, заставить людей обожиться»

### В протестантизме
В конфессиональных протестантских вероисповеданиях концепция теозиса, как правило, не находит отражения, за исключением доктрины «Внутреннего Света» у квакеров и учения о совершённом освящении у методистов, а также в отпочковавшихся от них деноминациях — Движении святости, у пятидесятников «трёх благословений», Церкви Назарянина.
Клайв Льюис с позиций близкого к Православию англиканства Высокой церкви в книге «Просто христианство» излагает цель христианской жизни в терминах Обожения:
Заповедь «Будьте совершенны» – это не просто идеалистически высокопарный призыв. Это и не приказ сделать невозможное. Дело в том, что Он собирается преобразовать нас в такие существа, которым по силам этот приказ. Он сказал (в Библии), что мы – «боги», и докажет правоту Своих слов. Если только мы Ему позволим – мы можем помешать Ему, если захотим,— Он превратит самого слабого, самого недостойного из нас в бога или богиню, в ослепительное, светоносное, бессмертное существо, пульсирующее такой энергией, такой радостью, мудростью и любовью, какие мы сейчас не можем вообразить. Он превратит нас в чистое, искрящееся зеркало, способное отразить в совершенном виде (хотя, конечно, в меньшем масштабе) Его безграничную силу, радость и доброту. Это долгий, а то и болезненный процесс. Но именно в том, чтобы пройти его,— наше назначение. Рассчитывать на меньшее нам не приходится. То, что Господь сказал, Он говорил всерьез.
Вместе с тем отмечается наличие идеи обожения у анабаптистов и английских нонконформистов XVII столетия как отличительной от магистерской реформации особенности: «у нонконформистов проявляются некоторые неожиданные точки соприкосновения с восточной церковью. На сегодня уже есть достаточное количество обоснованных материалов, доказывающих, что богословские учения анабаптистов не противопоставлены идее обожения (…) В согласии с восточными христианами, но в противоположность протестантам, анабаптисты понимали благодать как преобразующую божественную энергию».